# 伊朗標準時間
|  | UTC+02:00           | 埃及標準時間                                                                                          |
|  | UTC+02:00 UTC+03:00 | 欧洲东部时间 / 以色列標準時間 / 巴勒斯坦标准时间 欧洲东部夏令时间 / 以色列夏令时间 / 巴勒斯坦夏令时间 |
|  | UTC+03:00           | 阿拉伯标准时间 / 土耳其时间 / 約旦标准时间                                                            |
|  | UTC+03:30           | 伊朗標準時間                                                                                          |
|  | UTC+04:00           | 波斯湾标准时间                                                                                        |

圖中綠色區塊為伊朗標準時間使用的區域

伊朗標準時間（IRST）或伊朗時間（IT）為伊朗所採用的時間標準。伊朗採用協調世界時UTC+03:30。伊朗標準時間為藉由伊朗所在的經線東經52.5度而定義出。
時任伊朗總統马哈茂德·艾哈迈迪内贾德下令，伊朗在2005年至2008年期間不採用夏令時間（IRDT，伊朗夏令時）。之後伊朗夏令時間於2008年3月21日重新採用，直至2022年9月21日為止，目前伊朗全年採用UTC+03:30之伊朗標準時間。

## 夏令時間
1977年至1980年、1991年至2005年、以及2008至2022年伊朗曾採用夏令時間。伊朗與其他國家不同的是，通常大部分國家的夏令時間每年皆選在最接近春、秋分的週日開始或結束施行，而伊朗則否。由於伊朗官方曆法伊朗曆的第一天便是春分，因此伊朗夏令時間固定於春分後一天，即伊朗曆1月2日開始，並以秋分後一天，即伊朗曆6月30日結束。
| 年   | 開始實行           | 結束實行           |
| ---- | ------------------ | ------------------ |
| 2014 | 3月22日星期六00:00 | 9月22日星期一00:00 |
| 2015 | 3月22日星期日00:00 | 9月22日星期二00:00 |
| 2016 | 3月21日星期一00:00 | 9月21日星期三00:00 |
| 2017 | 3月22日星期三00:00 | 9月22日星期五00:00 |
| 2018 | 3月22日星期四00:00 | 9月22日星期六00:00 |
| 2019 | 3月22日星期五00:00 | 9月22日星期日00:00 |
| 2020 | 3月21日星期六00:00 | 9月21日星期一00:00 |
| 2021 | 3月22日星期一00:00 | 9月22日星期三00:00 |
| 2022 | 3月22日星期二00:00 | 9月22日星期四00:00 |

## 時區信息資料庫
伊朗標準時間在時區信息資料庫中為zone.tab其中一個區域，名稱為Asia/Tehran。

## 資料來源
1. ↑  . Presstv.ir. 20 March 2007  [9 May 2010]. （原始内容存档于2016-04-14）.
2. ↑  . Timeanddate.com.   [9 May 2010]. （原始内容存档于2014-01-22）.
3. ↑  Team, LiT. . Living in Tehran (LiT). 2022-09-21  [2022-10-19]. （原始内容存档于2022-09-25） （英语）.
4. ↑  .   [2015-12-30]. （原始内容存档于2020-09-18）.

## 外部連結
- 伊朗時間 （页面存档备份，存于）